# 朗道分布
在概率论中，朗道分布（英語：Landau distribution）是因物理学家列夫·朗道而得名的一种概率分布。由于它所具有的「长尾」现象，这种分布的各阶矩（如数学期望与方差）都因发散而无法定义。这种分布是稳定分布的一个特例。

## 定义
标准朗道分布的概率密度函数由以下复积分式表示，
{\displaystyle p(x)={\frac {1}{2\pi i}}\int _{c-i\infty }^{c+i\infty }\!e^{s\log s+xs}\,ds,}
其中c为任意正实数，log 为自然对数。可以证明，上式结果与c的取值无关。在复平面上做围道积分，可得到便于计算的实积分式，
{\displaystyle p(x)={\frac {1}{\pi }}\int _{0}^{\infty }\!e^{-t\log t-xt}\sin(\pi t)\,dt.}
上式即 {\displaystyle \mu =0,\;c=\pi /2} 的标准朗道分布概率密度函数。通过将标准朗道分布扩展到一个位置-尺度分布族，就可以获得完整的朗道分布族
{\displaystyle p(x;\mu ,c)={\frac {1}{\pi }}\int _{0}^{\infty }{e^{-ct}\cos \left((x-\mu )t+{\frac {2ct}{\pi }}\log {t}\right)\,dt}.}
其特徵函數可表示如下，
{\displaystyle \varphi (t;\mu ,c)=\exp \!\left(i\mu t-c|t|-{\frac {2ict}{\pi }}\log |t|\right),}
两个实参数的取值范围 {\displaystyle \mu \in (-\infty ,\infty )}，{\displaystyle c\in (0,\infty )}，调整 {\displaystyle \mu ,\;c} 分别实现朗道分布的平移和缩放。

## 相关性质
从特征函数出发可以推导出：
- 平移：若 {\displaystyle X\sim {\textrm {Landau}}(\mu ,c)} 则 {\displaystyle X+m\sim {\textrm {Landau}}(\mu +m,c)}。
- 缩放：若 {\displaystyle X\sim {\textrm {Landau}}(\mu ,c)} 则 {\displaystyle aX\sim {\textrm {Landau}}(a\mu -2ac/\pi \cdot \log {a},\,ac)}。
- 可加性：若 {\displaystyle X\sim {\textrm {Landau}}(\mu _{1},c_{1}),\,Y\sim {\textrm {Landau}}(\mu _{2},c_{2})} 则 {\displaystyle X+Y\sim {\textrm {Landau}}(\mu _{1}+\mu _{2},\,c_{1}+c_{2})}。

朗道分布在 的近似

以上三条性质保证了朗道分布是一种稳定分布，它的稳定参数和偏度参数 {\displaystyle \alpha =\beta =1}。
当 {\displaystyle \mu =0,\,c=1} 时，朗道分布可以近似表示为
{\displaystyle p(x)={\frac {1}{\sqrt {2\pi }}}\exp \left\{-{\frac {1}{2}}(x+e^{-x})\right\}.}